# Blend
Pour l’article homonyme, voir Blend (thé).

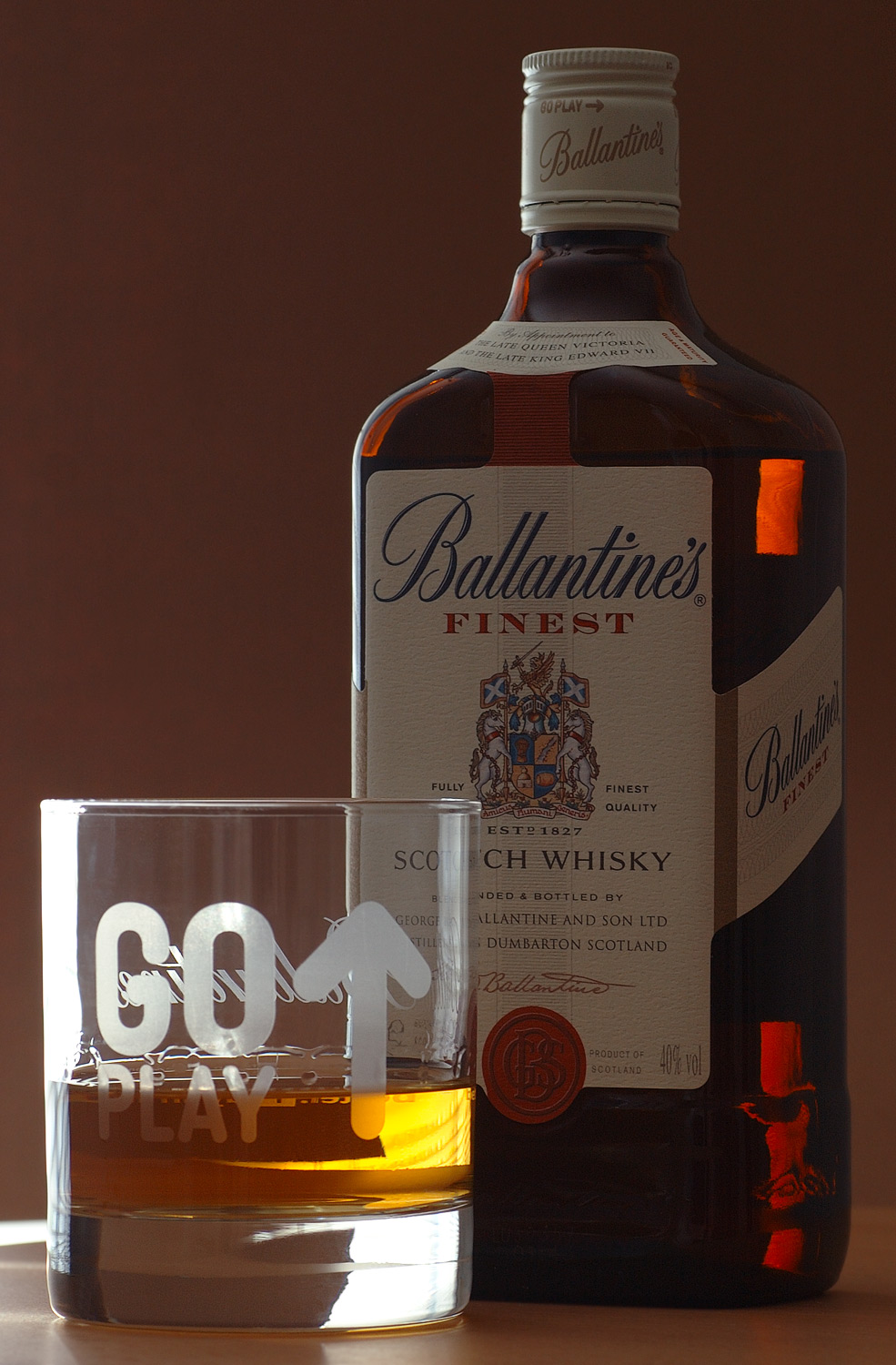
Blended Scotch Whisky.

Un blend ou blended whisky est un whisky issu de l’assemblage de whiskies d’une ou de plusieurs distilleries. Il peut contenir des whiskies de différentes années, de différentes origines (single malt, bourbons, ryes) mélangés à du whisky de grain, voire de l’alcool neutre. 
Les blends peuvent sur leur étiquette identifier leur origine géographique (Blended Scotch Whisky, Blended Bourbon ou Irish Blended Whiskey par exemple). Ils portent un nom de marque qui ne doit correspondre à aucune distillerie en particulier car ils sont par essence un assemblage. Nombreux sont ceux qui portent le nom de leur créateur (Jameson, Johnnie Walker, Powers ou Chivas).
La plupart des blends n’ont pas de mention d’âge. Quand un Blended Scotch Whisky présente sur son appellation un âge, chacun des whiskys de malt et de grain qui le compose doit avoir au moins cet âge. C'est donc l'âge du plus jeune whisky de l'assemblage qui donne l'âge au blend.
L’assemblage est pratiqué par un master blender. Leur activité rappelle assez les assembleurs dans le domaine viticole qui créent les vins de marque ou les « nez » qui créent les parfums.
- En Irlande les blends sont issus de l’assemblage de single malts, single grains (distillés dans des alambics à colonnes) et pure pot stills (distillés dans des alambics à repasse), généralement le mélange de deux d’entre eux. Avec l’arrivée de la nouvelle distillerie de Cooley, le nombre de blends irlandais a beaucoup augmenté.
- En Écosse, le système du blending s’appuie sur un très grand nombre de distilleries. Les blends peuvent donc, contrairement à l’Irlande, contenir plusieurs dizaines de single malt et plusieurs single grains. La présence de single grain permet de faire une plus grande quantité de whisky et donc d’être très présents sur les marchés internationaux. C’est d’ailleurs la proportion de single malt par rapport au single grain qui va déterminer la qualité du blend. Plus il y aura de single malt plus le blend sera de bonne qualité.
- Aux États-Unis, les blends sont très peu nombreux et ne représentent qu’une part infime de la production de whisky. Les blends sont le mélange de straight whisky et de whisky de grain. Ils peuvent contenir jusqu’à 80 % d’alcool neutre de grain ce qui altère la qualité.

Le blend est le principal whisky vendu dans le monde. Plus de 90 % des whiskys consommés dans le monde sont des blends. C’est le blend qui a fait de l’industrie écossaise du whisky ce qu’elle est aujourd’hui. La plupart des distilleries auraient fermé si elles ne s’étaient pas lancées dans la production d’alcool pour les blends. Aucune distillerie au monde ne pourrait, à elle seule produire les millions de bouteilles vendues par Johnnie Walker, Ballantine’s ou William Peel.
Les marques de Scotch blends les plus vendues au monde sont dans l’ordre  :
1. Johnnie Walker
2. Ballantine’s
3. William Grant
4. J&B
5. Chivas
6. Dewar’s
7. The Famous Grouse
8. William Peel
9. Bell's